# Amarawati (Maharasztra)
Amarawati (hindi अमरावती, trl. Amarāvatī) – miasto w środkowych Indiach, we wschodniej części stanu Maharasztra, w dystrykcie Amarawati, około 550 km na północny wschód od stolicy stanu – Mumbaju. Jest siedzibą administracyjną dystryktu.
W 2011 miasto zamieszkiwało 647 057 osób. Mężczyźni stanowili 51% populacji, kobiety 49%. Umiejętność pisania posiadało 92,07% mieszkańców w przedziale wiekowym od siedmiu lat wzwyż, przy czym odsetek ten był wyższy u mężczyzn – 94,23%. Wśród kobiet wynosił 89,84%. Dzieci do lat sześciu stanowiły 10,1% ogółu mieszkańców miasta. W strukturze wyznaniowej zdecydowanie przeważali hinduiści – 61,83%. Islam deklarowało 23,73%; 12,87% liczyła społeczność buddystów, 0,88% dźinistów, 0,39% chrześcijan i 0,15% sikhów.
Miasto położone jest na wysokości ok. 340 m n.p.m. W jego wschodniej części położone są dwa jeziora – Chhatri Talao i Wadali Talao.